# Thái Bảo (chính khách)
Thái Bảo (sinh ngày 27 tháng 6 năm 1974) là chính trị gia nước Cộng hòa xã hội chủ nghĩa Việt Nam. Ông hiện là Phó Bí thư thường trực Tỉnh ủy Đồng Nai , Chủ tịch Hội đồng nhân dân tỉnh Đồng Nai. 
Ông từng là Phó Chủ tịch Ủy ban nhân dân tỉnh Đồng Nai; Trưởng Ban Tuyên giáo Tỉnh ủy Đồng Nai; Chủ tịch Hội Liên hiệp Thanh niên tỉnh Đồng Nai, Ủy viên Trung ương Hội Liên hiệp Thanh niên Việt Nam.
Thái Bảo là đảng viên Đảng Cộng sản Việt Nam, học vị Cử nhân Lịch sử, Cử nhân Chính trị học, Thạc sĩ Chính trị học chuyên ngành Xây dựng Đảng, Cao cấp lý luận chính trị. Ông có sự nghiệp đều công tác ở quê nhà Đồng Nai.

## Xuất thân và giáo dục
Thái Bảo sinh ngày 27 tháng 6 năm 1974 tại xã Đại Phước, huyện Nhơn Trạch, thuộc tỉnh Biên Hòa, nay là tỉnh Đồng Nai, Việt Nam. Ông lớn lên và tốt nghiệp 12/12 ở Nhơn Trạch, năm 1992 tới Thành phố Hồ Chí Minh học đại học và tốt nghiệp Cử nhân chuyên ngành Lịch sử, Cử nhân chuyên ngành Chính trị học. Thái Bảo được kết nạp Đảng Cộng sản Việt Nam vào ngày 25 tháng 7 năm 1998, là Đảng viên chính thức từ ngày 25 tháng 7 năm 1999. Từ tháng 6 năm 2009 đến tháng 11 năm 2012, ông theo học cao học tại Học viện Chính trị Quốc gia Hồ Chí Minh và nhận bằng Thạc sĩ Chính trị học chuyên ngành Xây dựng Đảng, và ông cũng học tập ở trường có bằng Cao cấp lý luận chính trị.

## Sự nghiệp
Tháng 8 năm 1996, sau khi tốt nghiệp đại học, Thái Bảo trở về quê nhà và được tuyển dụng vào Huyện ủy Nhơn Trạch, công tác ở vị trí Chuyên viên Ban Tuyên giáo Huyện ủy. Sau đó 2 năm, ông chuyển sang Đoàn Thanh niên Cộng sản Hồ Chí Minh, công tác ở Huyện đoàn Nhơn Trạch, được bầu làm Huyện ủy viên, Phó Bí thư Huyện đoàn Nhơn Trạch từ tháng 6 năm 2000. Ông lần lượt là Quyền Bí thư rồi Bí thư Huyện đoàn Nhơn Trạch từ 2001. Tháng 1 năm 2004, ông được điều lên Tỉnh đoàn, nhậm chức Phó Bí thư thường trực Tỉnh đoàn Đồng Nai, rồi được bầu làm Chủ tịch Hội Liên hiệp Thanh niên tỉnh Đồng Nai, Ủy viên Trung ương Hội Liên hiệp Thanh niên Việt Nam. Thời gian công tác thanh niên này, ông từng vi phạm quy định, điều lệ của Đảng, bị xử lý kỷ luật hình thức khiển trách vào năm 2007. Tháng 3 năm 2008, Thái Bảo được điều sang Tỉnh ủy Đồng Nai, công tác ở vị trí Chuyên viên Văn phòng Tỉnh ủy, từ vị trí lãnh đạo của Đoàn Thanh niên tỉnh Đồng Nai tới vị trí chuyên viên của Văn phòng Tỉnh ủy. Tháng 5 năm 2012, ông được bổ nhiệm làm Phó Trưởng phòng Tổng hợp của Văn phòng Tỉnh ủy, thư ký của Bí thư Tỉnh ủy Trần Đình Thành, thăng hàm Trưởng phòng Tổng hợp từ 6 năm 2013, và được bổ nhiệm làm Phó Chánh Văn phòng Tỉnh ủy từ tháng 11 năm 2014. 
Tháng 9 năm 2015, tại Đại hội Đại biểu Đảng bộ tỉnh Đồng Nai lần thứ X, nhiệm kỳ 2015–20, Thái Bảo được bầu làm Ủy viên Ban Chấp hành Đảng bộ tỉnh, được điều về huyện Thống Nhất làm Bí thư Huyện ủy. Tháng 2 năm 2017, ông được bầu bổ sung vào Ban Thường vụ Tỉnh ủy Đồng Nai, phân công làm Trưởng Ban Tuyên giáo Tỉnh ủy. Tháng 10 năm 2020, tại Đại hội Đại biểu Đảng bộ tỉnh Đồng Nai lần thứ XI, nhiệm kỳ 2020–25, ông tái đắc cử Thường vụ Tỉnh ủy, rồi được bổ nhiệm làm Phó Chủ tịch Ủy ban nhân dân tỉnh Đồng Nai từ ngày 9 tháng 10. Ông cũng ứng cử và trúng cử là Đại biểu Hội đồng nhân dân tỉnh Đồng Nai khóa XI, nhiệm kỳ 2016–21, khóa X, nhiệm kỳ 2021–26. Ngày 2 tháng 7 năm 2021, tại kỳ họp đầu tiên của Hội đồng nhân dân tỉnh, Thái Bảo được bầu làm Chủ tịch Hội đồng nhân dân tỉnh Đồng Nai.
Ngày 15 tháng 5 năm 2025, Tỉnh ủy Đồng Nai đã công bố Quyết định số 2083-QĐNS/TW ngày 7/5/2025 của Ban Bí thư Trung ương Đảng chuẩn y ông Thái Bảo, Ủy viên Ban Thường vụ Tỉnh ủy, Chủ tịch Hội đồng nhân dân tỉnh Đồng Nai giữ chức Phó Bí thư Tỉnh ủy Đồng Nai nhiệm kỳ 2020-2025.